# Postponement
Der Begriff postponement (englisch to postpone – verschieben) bzw. Aufschubstrategie wird im Supply-Chain-Management verwendet und steht generell für das Hinauszögern einer Entscheidung, um aufgrund eines kürzeren Prognosezeitraums eine bessere Informationslage nutzen zu können. Postponement bezieht sich typischerweise auf Entscheidungen im Logistik- oder Produktionsnetzwerk.

## Aufschubstrategie in der Produktion
In der Produktion versteht man unter der Aufschubstrategie die möglichst späte, kundenindividuelle Differenzierung eines Standardproduktes in verschiedene Varianten (assembly postponement). Diese Spielart der Aufschubstrategie wird auch Fertigungsaufschub genannt.
Diese Differenzierung erfolgt erst nach Auftragseingang. Bis zum Auftragseingang werden kundenanonym, basierend auf Zukunftsabsatzprognosen, standardisierte Produkte (Bauteile oder Module) hergestellt (Push-Steuerung). Nach Auftragseingang werden die standardisierten Produkte kundenindividuell in verschiedene Varianten endmontiert (Pull-Steuerung). Der Entkopplungspunkt (decoupling point, order-penetration-point, Variantenbestimmungspunkt bzw. Freezepoint) stellt den Übergang von kundenunabhängiger zu kundenbezogener Fertigung dar.

## Aufschubstrategie in der Logistik/Distribution
Bei der logistischen Aufschubstrategie (geographic postponement) werden bereits differenzierte Produkte möglichst lange an zentralen Lagern bevorratet. Der Transport soll so spät wie möglich, erst nach Kundenauftragseingängen, erfolgen. Diese Spielart der Aufschubstrategie ist auch als Geografischer Aufschub bekannt. Aufschubstrategien spielen zukünftig insbesondere im Handel eine entscheidende Rolle zur Verbesserung der Supply Chain.
Ein produktbezogener Aufschub ist die dringende Voraussetzung für eine effiziente individualisierte Massenfertigung (mass customization). Ziel der individualisierten Massenfertigung ist es, kundenindividuelle Produkte herzustellen, allerdings zu Kosten, die nicht höher bzw. nur geringfügig höher als in Massenproduktion hergestellte Standardprodukte sind.

## Einsatzgebiete
Häufig findet diese Strategie in der bedarfssynchronen Fertigung (just-in-time production; JIT) oder der reihenfolgesynchronen Fertigung (just-in-sequence production; JIS) der Materialbereitstellung Anwendung. In der Automobilindustrie ist als spezielle Kundenspezifizierung z. B. der Einbau hochwertiger Ledersitze denkbar.
Für spezielle Bauteile, Waren und Produkte, deren Lagerung sehr kostenintensiv ist, liegt der Entkopplungspunkt häufig am Beginn der Wertschöpfungskette. Das bedeutet, dass es keine prognosengesteuerte Produktion gibt, sondern die Produkte erst nach Eingang der Kundenbestellungen und den individuellen Vorgaben gefertigt werden.
Ein weiteres Beispiel mit Entkopplungspunkt auf Ebene der Produktion ist z. B. die individuelle Zusammensetzung von PCs nach Kundenwünschen. Standardteile können hier produziert und auf Lager gehalten werden. Erst beim Eintreffen der Kundenbestellung erfolgt die finale Montage des Endproduktes nach den Vorgaben der Kunden.
In der Ersatzteilversorgung der Automobilindustrie finden sich Entkopplungspunkte auf Lagerebene. Das bedeutet, dass die Produktion serienmäßig auf Lager produziert und die endgültige Variantenbildung erst im konkreten Bedarfsfall stattfindet, z. B. die Lackierung einer Motorhaube in der entsprechenden Farbe eines Unfallfahrzeuges.